# Lazuda
タウン情報Lazuda（タウンじょうほうラズダ）は、かつて株式会社メリット（MERIT Corporation）が発行していた山陰（中海・宍道湖圏域）のタウン誌。
Lazuda＝ライトアップ・ズームアップ・ダウンタウンの略。地元の雲伯方言で「いい加減・だらしない」を意味する「だらず」をもじったという説のほうが有力。公式では「ライトアップ・ズームアップ・ダウンタウン」が由来とされているが、それぞれ「Light up、Zoom up、Downtown」となり、頭文字をとっているという説明は苦しさが残る。
2019年4月25日に月刊誌の最終号（293号）を発行。現在はフリーペーパー・ウェブ・SNSを中心に展開しており、地元の幅広い世代に認知されている。
メディアスコープと業務提携を行っており、メリット代表取締役の柏井光がメディアスコープの取締役に名を連ねている。